# StEG 39
Die Dampflokomotivreihe StEG 39 war eine Schnellzug-Lokomotivreihe der Staats-Eisenbahn-Gesellschaft (StEG).
Die StEG beschaffte diese 20 Heißdampfmaschinen im Jahre 1907 bei der eigenen Fabrik und gab ihnen die Reihenbezeichnung 39.
Nach der Verstaatlichung 1909 ordneten die k.k. österreichischen Staatsbahnen (kkStB) sie als Reihe 228 ein.
Nach dem Ersten Weltkrieg kam die Reihe vollständig zu den Tschechischen Staatsbahnen (ČSD), die sie als Reihe 344.0 bezeichneten.
Im Zuge der Kriegshandlungen während des Zweiten Weltkriegs kamen alle Maschinen als 373 zur Deutschen Reichsbahn (DR).
Nach Ende des Krieges kehrten sie zu den ČSD zurück.
Die letzte wurde erst 1961 ausgeschieden.